# François Guillaume Ducray-Duminil
François Guillaume Ducray-Duminil (ur. 1761 w Paryżu, zm. 29 października 1819 w Ville-d’Avray) – francuski powieściopisarz.